# Galium fruticosum
Galium fruticosum är en måreväxtart som beskrevs av Carl Ludwig von Willdenow. Galium fruticosum ingår i släktet måror, och familjen måreväxter.
Artens utbredningsområde är Kriti. Inga underarter finns listade i Catalogue of Life.